# Affaire Lund
 (décembre 2018).
L’affaire Lund est une affaire criminelle française qui a défrayé la chronique dans les années 2000.

## Description

### Disparition inquiétante
Evelyne Wilkinson est une Anglaise arrivée en 1994 en France et installée dans une ferme avec son mari Robert Lund, également anglais, en 1997 à Rayssac (au lieu-dit la Veaute) dans le département du Tarn,. Le 29 décembre 1999, Evelyne Wilkinson-Lund disparaît avec son véhicule en rentrant de chez des amis habitant à Réalmont. Le 1er janvier 2000, son mari prévient la police de sa disparition.

### Enquête
La police se met à la recherche du véhicule, un 4 × 4 rouge. La région étant parsemée de lacs, les enquêteurs effectuent des vérifications sur 225 d'entre eux et en sondent 19, dans l'espoir de retrouver le véhicule qui aurait pu y être tombé par accident. Après quelques semaines, Robert Lund est suspecté. L'enquête, diligentée en collaboration avec l'Angleterre où réside la famille d'Evelyne Lund, rapporte des difficultés dans le couple et le fait que le jour de sa disparition, Madame Lund s'était réfugiée chez des amis à la suite d'une dispute. Elle avait par la suite signalé qu'elle allait rejoindre son domicile pour nourrir ses animaux. Robert Lund répète qu'il n'a jamais vu sa femme revenir et clame son innocence. En avril 2000, la ferme est perquisitionnée, sans avancée notable sur l'enquête.

### Découverte du véhicule
Le 13 octobre 2001, des cavaliers longeant les bords du lac de la Bancalié aperçoivent le toit d'un véhicule immergé au fond de l'eau, laquelle est à un niveau particulièrement bas à la suite de la sécheresse de l'été,,. La police identifie le véhicule des Lund et la présence d'un corps, puis sort le véhicule de l'eau. L'expertise médicale confirme que le corps est celui d'Evelyne Lund.

### Poursuite de l'enquête et doutes persistants
Des journalistes anglais réalisent un reportage sur le drame et s'entretiennent avec Robert Lund qui les mène sur les lieux du drame. Les journalistes sont interpellés par l'aisance avec laquelle le mari de la victime trouve le lieu alors que c'est la première fois qu'il s'y rend. Ils en font un signalement à la police.
Finalement, une paire de lunettes de vue trouvées à la ferme va permettre de faire avancer l'enquête. En effet, ces lunettes étaient portées par la victime lors de sa disparition ce qui démontrerait qu'elle est revenue chez elle et donc que son mari ment.

### Procès
Robert Lund est condamné par trois fois par une cour d'assises et deux fois en cours d'appel à douze ans de réclusion criminelle pour « violences volontaires ayant entraîné la mort » sur sa femme. Les deux pourvois qu'il avait déposés par la suite sont rejetés. La personnalité et le comportement « froids » selon ses accusateurs ou liés au « flegme britannique » selon ses défenseurs jouèrent un rôle sur ses différents procès et une importante bataille entre rapports d'experts sur le véhicule eut lieu. Lors de ses procès, il a toujours clamé son innocence.
Il est libéré le 14 septembre 2013 après 9 ans de prison et dit espérer un procès en révision.

## Documentaires télévisés
- « L'Affaire Lund, les lunettes qui accusent » le 17 novembre 2010 dans Enquêtes criminelles : le magazine des faits divers sur W9.
- « Robert Lund, le mystère du lac » le 5 mai 2013 dans Faites entrer l'accusé présenté par Frédérique Lantieri sur France 2.
- « Le mystère de Rayssac » (troisième reportage) dans « ... à Noël » le 22 et 29 décembre 2014 et 6 janvier 2015 dans Crimes sur NRJ 12.

## Articles de presse
- « Le retraité anglais accusé d'avoir maquillé le meurtre de sa femme » Article de Jean-Marc Ducos publié le 21 novembre 2006 dans Le Parisien.
- « Montauban. Procès Robert Lund : pas de round d'observation » Article de Serge Boulbès publié le 13 décembre 2011 dans La Dépêche du Midi.
- « Montauban. Robert Lund : coup d'envoi d'un procès hors normes » Article de Serge Boulbès publié le 13 décembre 2011 dans La Dépêche du Midi.
- « Montauban. Procès aux assises : Robert Lund sur le grill » Article publié le 15 décembre 2011 dans La Dépêche du Midi.
- « Crime de la "dame du lac" : le mari condamné à 12 ans de réclusion » Article d'Eric Cabanis publié le 16 décembre 2011 dans L'Express.
- « Montauban. Procès Robert Lund : les détails qui tuent » Article publié le 16 décembre 2011 dans La Dépêche du Midi.
- « Affaire de "la dame du lac" : douze ans de réclusion pour le mari » Article publié le 17 décembre 2011 dans les Dernières Nouvelles d'Alsace.